# Paula Milena Torres
Pour les articles homonymes, voir Torres.
Paula Milena Torres Sarango (née le 17 octobre 2000 à Cuenca) est une athlète équatorienne spécialiste de la marche.

## Carrière
En 2017, elle se classe dixième des championnats du monde jeunesse à Nairobi sur 5000 m marche en 24 min 15 s 31.
En 2018, elle termine onzième du 10 km marche et deuxième par équipe avec sa compatriote Glenda Morejón aux championnats du monde par équipe junior puis treizième lors des championnats du monde junior de Tampere sur 10 000 m marche.
En septembre 2022, elle remporte les Championnats d'Amérique du Sud U23 sur 20 000 m marche à Cascavel.

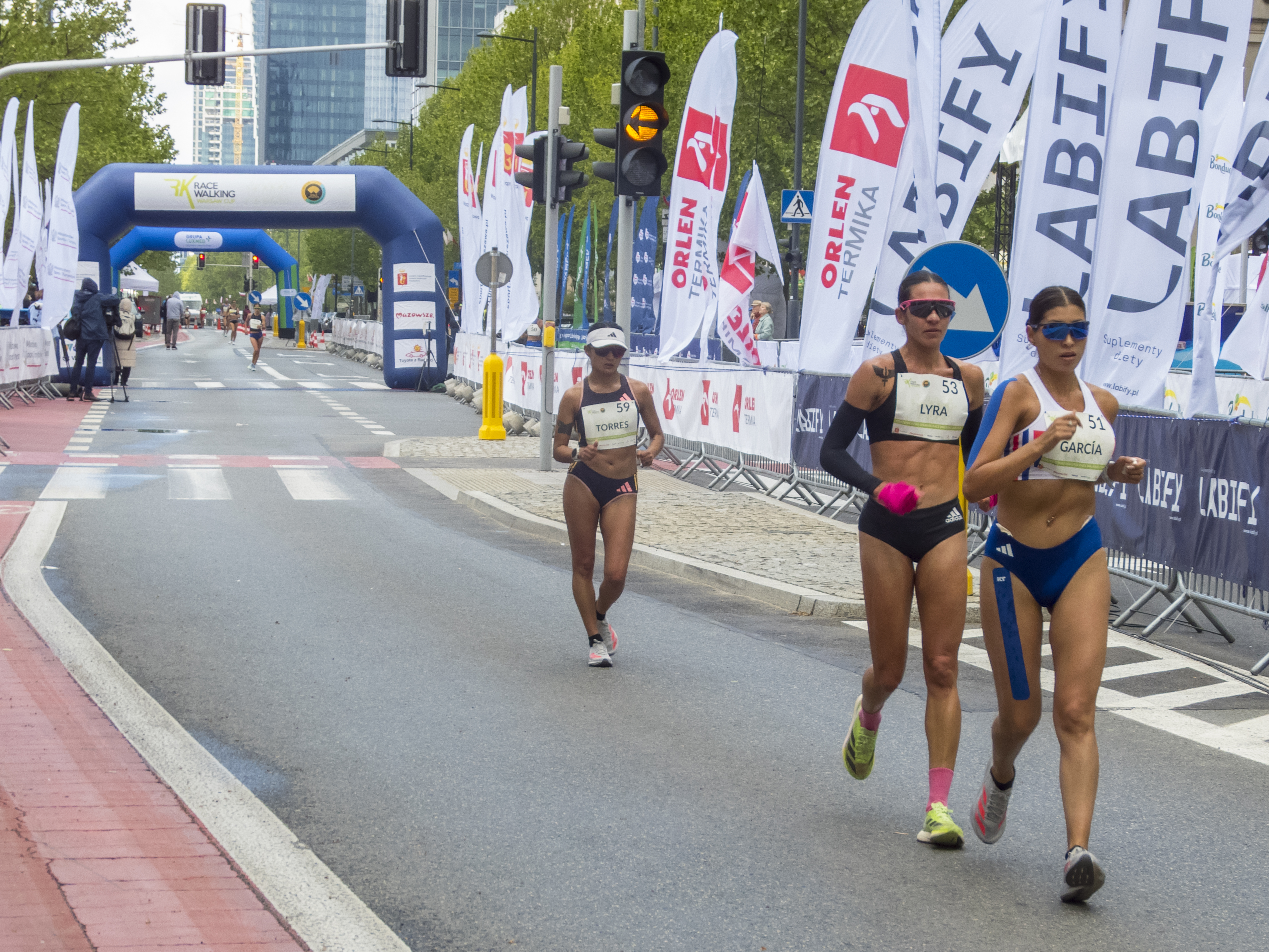
Paula Torres lors de la Coupe Korzeniowski 2025 (à gauche)

En 2023, elle termine deuxième des championnats d'Amérique du Sud à São Paulo. Elle se qualifie pour ses premiers championnats du monde et termine trente-huitième du 20 km. Comme Glenda Morejón, elle s'entraine avec Julio Chuqui
En avril 2024, elle termine cinquième du 20 km des championnats du monde par équipe à Antalya. Au août, elle participe aux Jeux Olympiques de Paris et termine neuvième du 20 km en battant son record en 1 h 28 min 48. Elle change d'entraîneur après les Jeux et décide de s'entraîner avec Andrés Chocho qui entraine déjà la double championne du monde Kimberly Garcia et le champion olympique Daniel Pintado.
En 2025, elle remporte le 35 km de Dudince en 2 h 44 min 26, nouveau record d'Equateur, le 20 km de Rio Maior en 1 h 29 min 37et le 20 km de la Coupe Korzeniowski de Varsovie en 1 h 28 min 29.

## Palmarès
| Date | Compétition                             | Lieu      | Résultat | Épreuve         | Temps             |
| ---- | --------------------------------------- | --------- | -------- | --------------- | ----------------- |
| 2017 | Championnats du monde jeunesse          | Nairobi   | 10e      | 5 000 m marche  | 24 min 15 s 31    |
| 2018 | Championnats du monde junior par équipe | Taicang   | 11e      | 10 km marche    | 47 min 53         |
| 2018 | Championnats du monde junior par équipe | Taicang   | 2e       | Par équipe      | 13 pts            |
| 2018 | Championnats du monde junior            | Tampere   | 13e      | 10 000 m marche | 47 min 53 s 17    |
| 2022 | Championnats d'Amérique du Sud U23      | Cascavel  | 1re      | 20 000 m marche | 1 h 34 min 52 s 0 |
| 2023 | Championnats d'Amérique du Sud          | São Paulo | 2e       | 20 000 m marche | 1 h 33 min 06 s 1 |
| 2023 | Championnats du monde                   | Budapest  | 38e      | 20 km marche    | 1 h 38 min 03 s   |
| 2023 | Jeux panaméricains                      | Santiago  | 7e       | 20 km marche    |                   |
| 2024 | Championnats du monde par équipe        | Antalya   | 5e       | 20 km marche    | 1 h 29 min 47 s   |
| 2024 | Jeux olympiques                         | Paris     | 9e       | 20 km marche    | 1 h 28 min 48 s   |

Palmarès national:
- Championne d'Équateur du 20 km marche en 2024[12].
- Vi-championne d'Équateur du 20 km marche en 2023[13]et du 35 km en 2025[14].

## Records
| Épreuve         | Performance          | Lieu      | Date            |
| --------------- | -------------------- | --------- | --------------- |
| 10 000 m marche | 47 min 53 s 17       | Tampere   | 14 juillet 2018 |
| 20 000 m marche | 1 h 33 min 6 s 1     | São Paulo | 17 octobre 2021 |
| 10 km marche    | 45 min 56 s          | Sucúa     | 9 mars 2019     |
| 20 km marche    | 1 h 28 min 29 s      | Varsovie  | 4 mai 2025      |
| 35 km marche    | 2 h 44 min 26 s (NR) | Dudince   | 22 mars 2025    |